# Liste der Naturdenkmale in Badem
Die Liste der Naturdenkmale in Badem nennt die im Gemeindegebiet von Badem ausgewiesenen Naturdenkmale (Stand 4. April 2024).

## Naturdenkmale
| Nr.         | Bezeichnung              | Lage                                | Beschreibung                                                                                     | Bild                                    |
| ----------- | ------------------------ | ----------------------------------- | ------------------------------------------------------------------------------------------------ | --------------------------------------- |
| ND-7232-472 | Esche beim Althaus Thull | Dudeldorfer Straße, bei Nr. 11 Lage | Fraxinus sp.; um 1790 gepflanzt; 20 m hoch bei 4,1 m Brusthöhenumfang und 18 m Kronendurchmesser | Direkt Bild zu diesem Denkmal hochladen |